# Sunkhani (Sindhupalchowk)
Sunkhani (nep. सुनखानी) – gaun wikas samiti w środkowej części Nepalu  w strefie Bagmati w dystrykcie Sindhupalchowk. Według nepalskiego spisu powszechnego z 2001 roku liczył on 627 gospodarstw domowych i 3214 mieszkańców (1606 kobiet i 1608 mężczyzn).